# Poeldiep
Het Poeldiep is een 1,5 km lang kanaal in de provincie Groningen.
Het kanaal werd gegraven in 1659. Hierbij werd het Tarjat deels vergraven en verdween de oude verbinding met het Hoerediep. De naam Poeldiep komt van het vroegere haventje in het dorp, dat was gegraven rond de 'poel', een oude kolk die was ontstaan bij een dijkdoorbraak. Nadat het Hoendiep was gegraven tussen 1654 en 1657, werd het Poeldiep uitgegraven tot een kanaal en werd er een jaagpad langs aangelegd om zo een bootverbinding met de stad Groningen te verkrijgen, vanaf 1674 ook met overdekte snikken. In 1859 werd de diepe haven van Grijpskerk deels gedempt met bagger uit het Hoendiep om plaats te maken voor een marktterrein. In 1867 werd nog een deel gedempt voor de aanleg van de begraafplaats van Grijpskerk. 
Nadat het Hoendiep in de jaren 1930 vergraven werd tot het Van Starkenborghkanaal en er een grotere schutsluis in Gaarkeuken nodig was, werd het gedeelte tussen het Hoerediep en de Van Starkenborghkanaal gedempt. Om de verbinding (vaar en afstroming) in stand te houden, is er ongeveer 1 km ten oosten een nieuwe verbinding aangelegd met het Hoerediep en zo met het Poeldiep. Dit kanaaltje had aanvankelijk geen naam, maar wordt nu officieus het Nieuwe Poeldiep genoemd.
Het Poeldiep was tot 2011 in onderhoud bij de gemeente. In dat jaar heeft het waterschap Noorderzijlvest het onderhoud overgenomen.
Over het Poeldiep liggen de volgende bruggen:
1. een hoogholtje op het verlengde van de Kastanjelaan
2. een duikerbrug in de provinciale weg 388
3. een brug in de spoorlijn Groningen - Leeuwarden

Over het 0,25 km lange Nieuwe Poeldiep ligt een brug bij de uitmonding in het Van Starkenborghkanaal.